# اماکن‌تراژیک
اماکن‌تراژیک (انگلیسی: Traumascapes) نیروی‌انگیزه‌ای که از اماکن بلادیده منتقل می‌شود، عنوان کتابی است که توسط نویسنده استرالیایی ماریا تومارکین نوشته شده‌است. اماکن‌تراژیک داستان نیروی اماکنی در سراسر جهان است که سرنوشتی توأم با درد، خشونت و از دست دادن داشته‌اند. در جهانی که زندگی می‌کنیم ما در چنین مکان‌هایی ساکن هستیم، این اماکن به معنی واقعی کلمه در همه جا هستند. آنها اماکن حملات تروریستی، فاجعه‌های طبیعی و صنعتی، نسل‌کشی، تبعید، تخریب زیست‌محیطی و ایستادن جمعی ضربان قلب‌هاست؛ و این کلید توانایی ماست برای تحمل و درک تراژدی‌های مدرن و حوادثی که از سر می‌گذرانیم. تومارکین سپس به بررسی هفت حادثه و فجایعی که در برلین، پورت آرتور، بالی، مسکو، سارایوو، نیویورک و شنکسویل، محل سقوط چهارمین هواپیمای ۱۱ سپتامبر در پنسیلوانیا… می‌پردازد.
این کتاب حاصل یک دهه تحقیق تومارکین در مورد سرنوشت این اماکن و دیگر مکانهای رنج و از دست دادن است تا از این طریق سرمایه‌های عمیق روانشناختی را که به‌طور یکسان روی همه افراد و کشورها تأثیر فروبرنده داشته‌است آشکار سازد. 